# Hippodrome Veliefendi
L'Hippodrome Veliefendi (en turc : « Veliefendi Hipodromu ») est un hippodrome situé dans le quartier de Veliefendi dans le district de Zeytinburnu à Istanbul, en Turquie.

## Historique
C'est le plus ancien et le plus grand hippodrome du pays, fondé sur une ancienne prairie qui était historiquement une ferme appartenant à Şeyhülislam Veliyüddin Efendi, une autorité supérieure de l'islam du XVIIIe siècle sous l'Empire ottoman . L'hippodrome a été construit dans les années 1912-1913 par des spécialistes allemands à l'initiative d'Enver Pacha ,.
L'hippodrome accueille également des événements musicaux. En 2006, la chanteuse pop turque Nez y a donné un concert .

## Caractéristiques
Les installations couvrent une superficie totale de 59,6 hectares comprenant des pistes de course, des sites d'entraînement et des écuries. Le parcours comporte trois pistes .
La capacité des tribunes est de 7 600 places. Le complexe comprend des bureaux, un musée, une salle d'exposition, un hôpital pour chevaux de course, un centre de formation des apprentis ainsi que des installations sociales et récréatives .

## Grandes épreuves
La Course Gazi (« Gazi Koşusu »), est le plus prestigieux des Prix Turcs, et se tient depuis 1927 à la mémoire de Mustafa Kemal Atatürk, qui a reçu le titre honorifique "Gazi" (Ghazi). Initialement organisé à Ankara, l'événement a ensuite été transféré à l'hippodrome Veliefendi. Le prix est d'environ 1,4 million de livres turques (environ 850 000 $ en juin 2011), et depuis 1970 est accompagnée d'une statue équestre en argent d'Atatürk.
La Course du Premier Ministre (« Başbaşkanlık Koşusu ») est un Grand Prix Turc organisé depuis 1951. Le gagnant 300 000 livres turques (environ 180 000 $ en juin 2011) et un trophée décerné par le Premier ministre turc.
En 2008, l'hippodrome a organisé sa toute première cérémonie d'adieu pour un cheval de course, en l'honneur de Ribella, une jument populaire .